# یشوعا ستون‌نشین
یشوعا ستون‌نشین نویسندهٔ احتمالی وقایع‌نامه‌ای از جنگ میان روم و ایران در میان سال‌های ۵۰۲ تا ۵۰۶ میلادی است. نوشتهٔ او یکی از بهترین و کهن‌ترین نوشته‌های برجای‌مانده به زبان سریانی است.
بسیاری از رویدادهای ثبت‌شده در وقایع‌نگار را یشوعا خود به چشم دیده‌بود، چرا که در رها می‌زیست، شهری که در کانون جنگ‌های ایران و روم جای‌داشت. باورهای او- از جمله مشیت الهی- در شیوهٔ نوشته‌هایش اثرگذارده‌است. نوشته‌های کتاب او از فرمانروایی ژولیان در ۳۶۳ میلادی آغازشده، گزارشی از پادشاهی پیروز یکم و بلاش می‌دهد. آنگاه به روابط میان ایرانیان و یونانیان در روزگار قباد یکم می‌پردازد. او گزارشی از چیرگی ایرانیان بر آمد و کوشش نافرجام رومیان بر بازپس‌گرفتن شهر در سال‌های میان ۵۰۲ تا ۵۰۶ میلادی ارائه‌می‌دهد.
کتاب می‌باید در سال‌های نزدیک پس از جنگ نوشته شده‌باشد.